# Louis Wagner

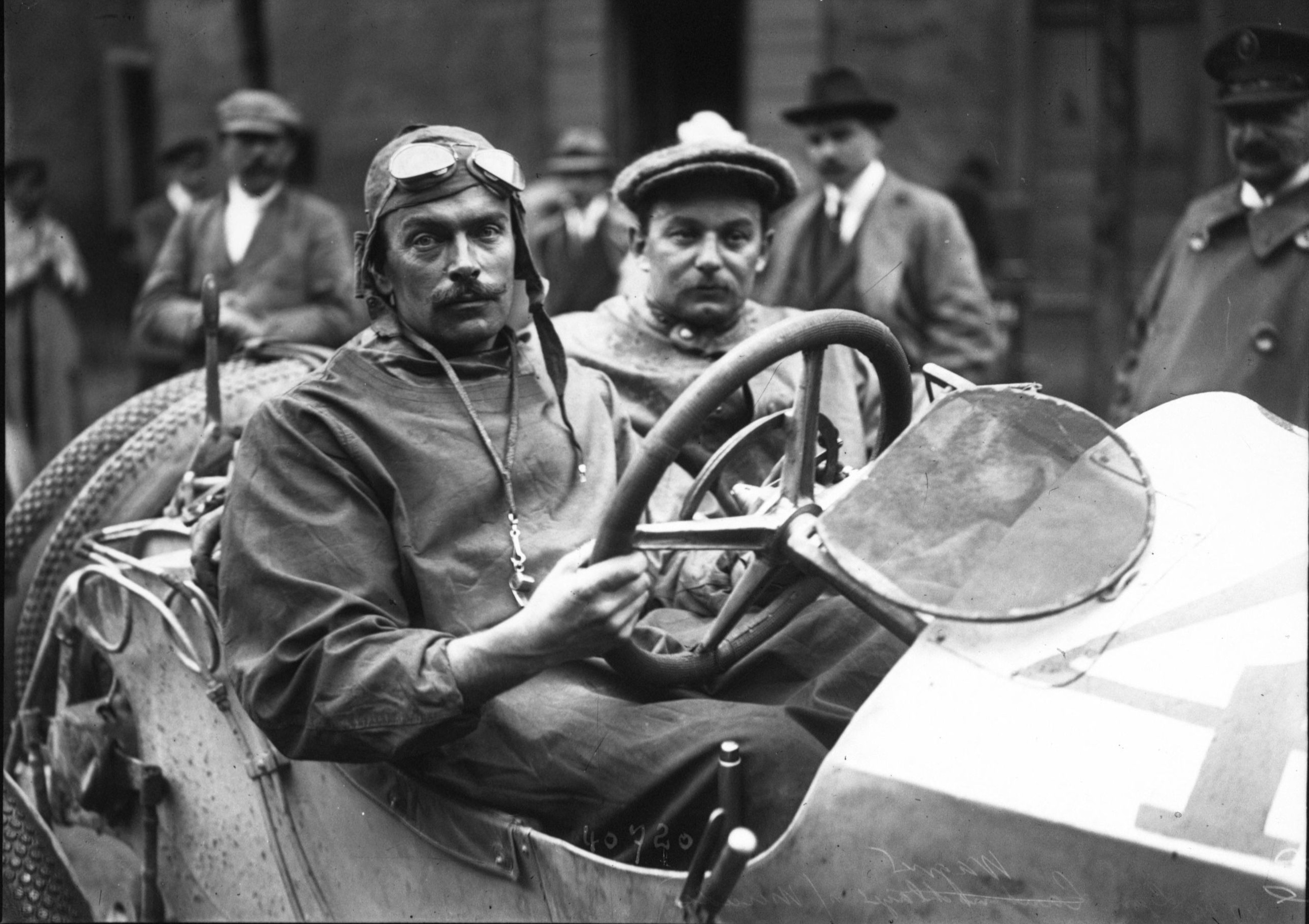
Louis Wagner při velké ceně Francie 1914

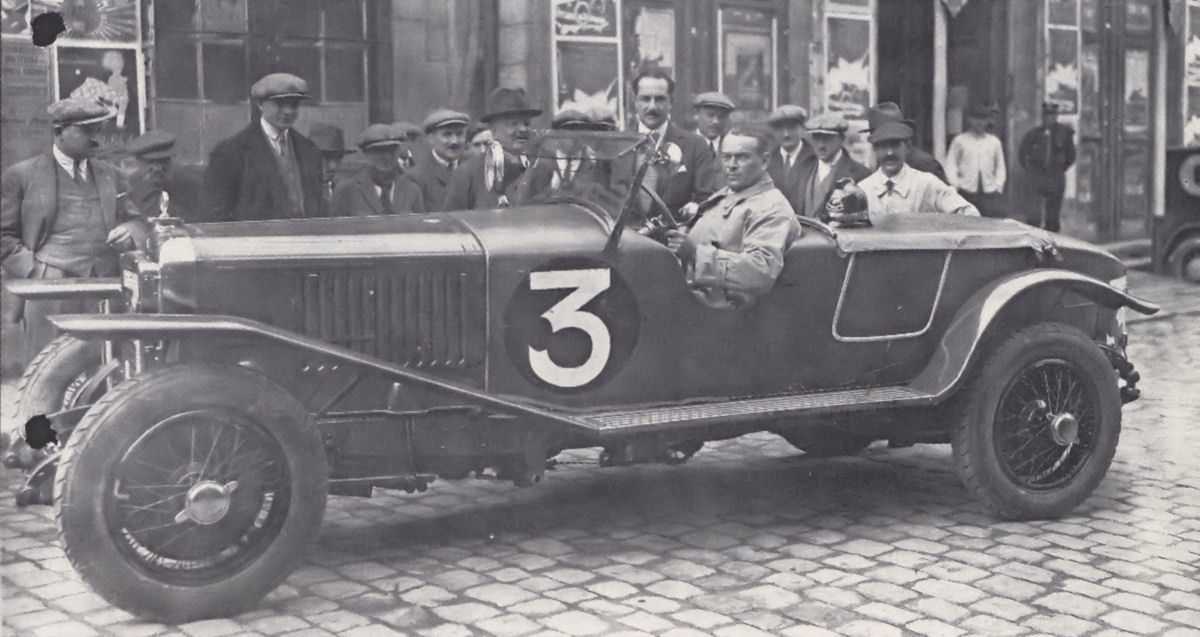
Louis Wagner za volantem vozu Peugeot 174S, před závodem 24 hodin Le Mans 1926

Louis Wagner (5. února 1882 Le Pré-Saint-Gervais – 13. března 1960 Montlhéry) byl francouzský automobilový závodník, průkopník automobilismu i letectví a fotbalista. Byl také prvním vítězem americké Grand Prix i Grand Prix Velké Británie.

## Kariéra

### Fotbal
V letech 1901 a 1902 hrál v AC Milán, který v roce 1901 získal první mistrovský titul. Dvakrát získal Medaglia del Re.

### Letectví
Louis Wagner se věnoval i létání. Pilotní průkaz Aéro-Clubu de France s pořadovým číslem 83 získal 10. června 1910. Pracoval pro továrnu Hanriot, kde jako hlavní zkušební pilot zalétával jejich jednoplošníky. Se stroji Hanriot získal řadu prvních cen na mezinárodním setkání v Budapešti. Na 2. ročníku závodů v Champagne zvítězil s jednoplošníkem Hanriot v rychlostní soutěži. V roce 1910 byl přítomen i na letecké přehlídce na předměstí Bournemouthu v Southbourne, kde viděl smrtelnou nehodu Charlese Rollse. Wagner koncem toho roku kariéru pilota opustil a věnoval se nadále jen závodům automobilů.

### Automobilové závody
Kariéra Louise Wagnera je spojena se začátky vývoje prvních automobilů. Závodů na krátkých tratích se účastnil již v posledních letech 19. století. První výrazný úspěch zaznamenal v roce 1903, kdy s vozem Darracq zvítězil ve třídě voiturette na Circuit des Ardennes v Bastogne. V roce 1904, kdy jel v továrním týmu Darracq, získal v Poháru Gordona Bennetta 8. místo. V roce 1906 zvítězil ve Vanderbiltově poháru a o rok později byl s vozem Fiat 130 HP pátý při Kaiserpreis. Do historie se zapsal opět s Fiatem 130 HP jako vítěz Grand Prix USA v Savannah v roce 1908. Šlo o první Grand Prix na americkém kontinentě a čtvrtou Velkou cenu historie. Jako tovární jezdec Fiatu vyhrál 19. května 1908 v kategorii II (vrtání 107 až 130 mm) závod Petrohrad – Moskva, celkově zde zvítězil Victor Hémery na silnějším voze továrny Benz & Cie. kategorie I.
Ve Velké ceně Francie 1912 dojel na voze Fiat S74 druhý za Georgesem Boillotem na voze Peugeot L76. Při Grand Prix Francie 1914 na voze Mercedes 18/100 GP nestačil pouze na Němce Christiana Lautenschlagera a dojel opět druhý, před dalším německým jezdcem Otto Salzerem. Všichni tři závodili za stáj Mercedes. Po první světové válce se s vozem Ballot účastnil závodu 500 mil Indianapolis 1919, pro poruchu zajel jen 44 kol a skončil celkově na 26. místě. Ve Velké ceně Itálie 1921 v Brescii dojel s Fiatem 802 třetí. Závodu se účastnilo šest jezdců, zvítězil Jules Goux (Ballot), druhý byl Jean Chassagne (Ballot), další závodníci pro poruchy nedojeli.
V roce 1924 jezdil Wagner jako tovární jezdec Alfa Romeo s vozem P2, společně s ním byli v týmu Giuseppe Campari a Felice Nazzaro. V roce 1926 na voze Delage 155B zvítězil společně s Robertem Sénéchalem v poprvé konané Grand Prix Velké Británie na okruhu v Brooklands.
V závodě Targa Florio 1925 dojel s Peugeotem 174 S na druhém místě za Meo Costantinim na Bugatti. Na startu vytrvalostního závodu 24 hodin Le Mans byl Wagner dvakrát. V roce 1925 skončil s vozem Ariès šestý, o rok později po technické závadě odstoupil. V srpnu 1926 zvítězil v Grand Prix La Baule na voze Delage 2LCV.
Louis Wagner zemřel v roce 1960 ve věku 78 let ve svém domě poblíž závodní trati Montlhéry.

## Statistika

### Le-Mans
| Rok  | Tým     | Vůz           | Týmový kolega        | Umístění  | Příčina         |
| ---- | ------- | ------------- | -------------------- | --------- | --------------- |
| 1925 | Ariès   | Ariès 3-Litre | Charles Flohot       | 6         |                 |
| 1926 | Peugeot | Peugeot 174S  | Christian d’Auvergne | odstoupil | závada startéru |